# (35095) 1991 GY3
(35095) 1991 GY3 es un asteroide perteneciente al cinturón de asteroides descubierto el 8 de abril de 1991 por Eric Walter Elst desde el Observatorio de La Silla, Chile.

## Designación y nombre
Designado provisionalmente como 1991 GY3.

## Características orbitales
1991 GY3 está situado a una distancia media del Sol de 2,394 ua, pudiendo alejarse hasta 2,689 ua y acercarse hasta 2,099 ua. Su excentricidad es 0,123 y la inclinación orbital 2,812 grados. Emplea 1353,11 días en completar una órbita alrededor del Sol.

## Características físicas
La magnitud absoluta de 1991 GY3 es 15,4. 